# Widzieńsko
Widzieńsko (niem. Hohenbrück, potocznie Widzeńsko) – osada leśna w północno-zachodniej Polsce położona w województwie zachodniopomorskim, w powiecie goleniowskim, w południowo-wschodniej części gminy Stepnica.
Według danych z 31 grudnia 2009 r. Widzieńsko zamieszkiwało 138 osób.
Widzeńsko znajduje się na Równinie Goleniowskiej, wśród lasów Puszczy Goleniowskiej, nad rz. Gowienica, ok. 8 km na wschód od Stepnicy, przy drodze łączącej Zielonczyn z drogą krajową nr 3 oraz nieczynnej linii kolejowej łączącej Stepnicę z Łoźnicą.  W XX wieku istniał tu przystanek kolejowy, a obecnie dawna linia kolejowa jest szutrową drogą rowerową łączącą Widzieńsko ze Stepnicą.
W latach 1975–1998 miejscowość położona była w województwie szczecińskim.
Widzieńsko została założona w średniowieczu jako niewielki przysiółek nad rzeką. Pierwsza pisana wzmianka pochodzi z roku 1321. W tych czasach znajdował się tutaj młyn wodny oraz most na Gowienicy (stąd w nazwie słowo brück niem. Brücke-most). Od 1594 własność państwa, zarządzany przez urząd w Wolinie. Od 1668 młyn i tartak przeszły w prywatne ręce, w XVIII wieku powstała leśniczówka oraz kolejne budynki przemysłowe. W XIX wieku wieś miała kształt nieregularnej ulicówki z dobrze rozwiniętą siecią dróg. W 1925 wiele budynków spłonęło w pożarze. Trzy lata później Widzieńsko liczyło ok. 180 mieszkańców. W 1939 roku było nazywane przysiółkiem.
Dzisiaj Widzieńsko zachowała charakter ulicówki, jest z każdej strony szczelnie otoczona iglastymi lasami Puszczy Goleniowskiej. W północnej części wsi występuje zwarta zabudowa mieszkalna. Są to budynki w większości pochodzące z XIX i XX wieku, w dużej części ryglowe, o dużej wartości kulturowej i estetycznej. Pośrodku wsi, nad Gowienicą stoi najcenniejszy zabytek: ryglowa leśniczówka z 1829 roku, obecnie przeznaczona na Dom Pracy Twórczej.
Zachowała się jednak wzniesiona w latach 20. XX wieku murowana szkoła (obecnie dom mieszkalny). Widzieńsko ma charakter miejscowości wypoczynkowej. Znajduje się tutaj dom wypoczynkowy. Nad rzeką znajduje się plaża. Gowienica jest również szlakiem kajakowym, jednak w dół od Widzieńska rzeka jest nieprzystosowana do spływów. Na niewielkim leśnym parkingu w południowej części wsi stoi pomnik.
Okoliczne miejscowości: Krokorzyce, Babigoszcz, Wierzchosław, Stepnica